# Vasquez Rocks

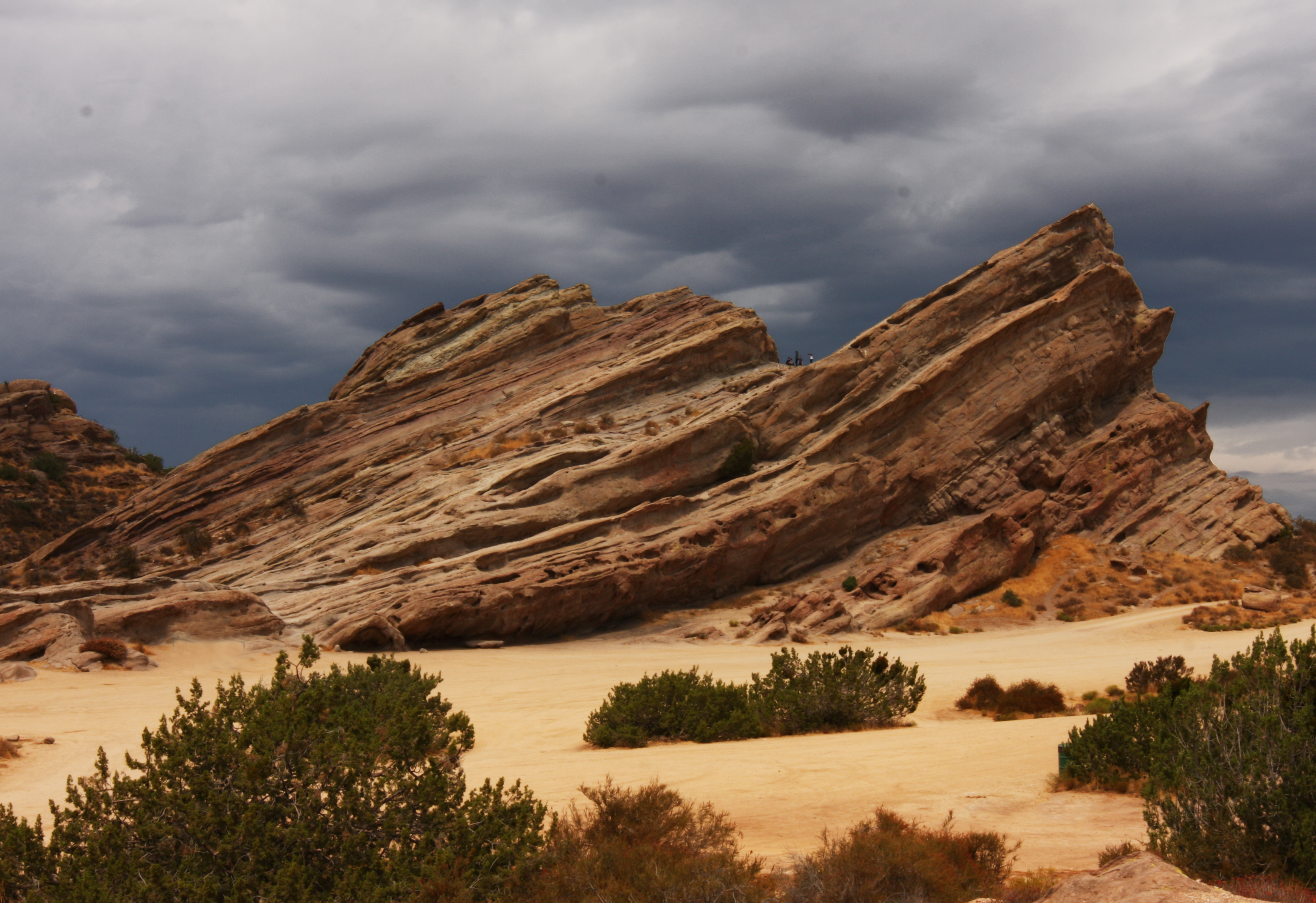
Klippformationen

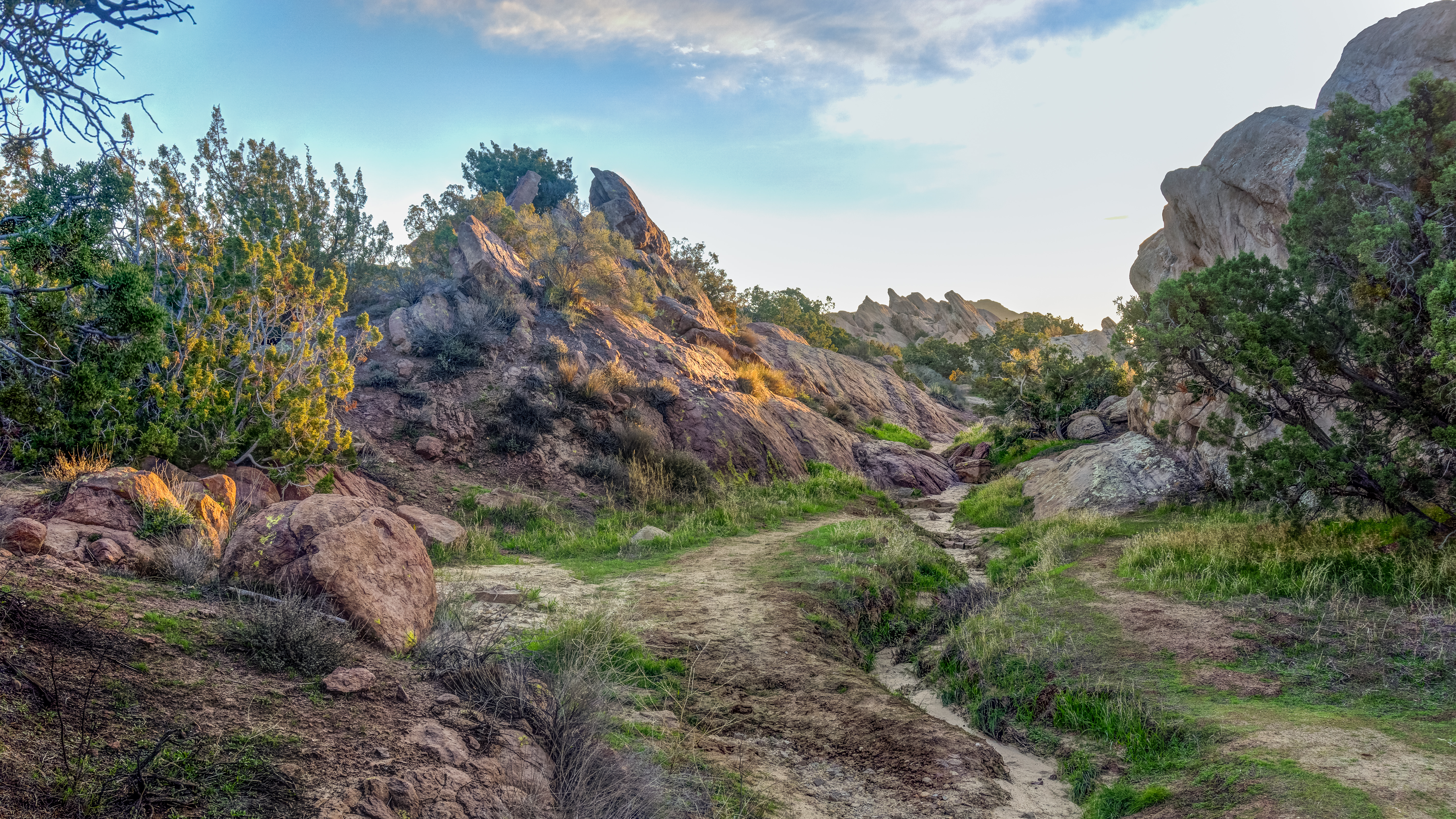
Typiskt chaparral-landskap i området.

Vasquez Rocks är en sten och klippformation belägen i friluftsområdet Vasquez Rocks Natural Area Park i den norra delen av Los Angeles County i Kalifornien, USA. Vasquez Rocks är belägen ungefär halvvägs mellan Santa Clarita och Palmdale.

## Namnet
Platsen har fått sitt namn efter den okände banditledaren Tiburcio Vásquez som hade den som ett av sina gömställen under första hälften av 1870-talet. Vásquez tillfångatogs slutligen av myndigheterna 14 maj 1874 vid en ranch i närheten av nutidens Sunset Strip i West Hollywood. Legenden om Vásquez var en av inspirationskällorna för den fiktive Zorro.

## Beskrivning
Klippformationerna bildades av erosion som började för 25 miljoner år sedan, från oligocen till miocen, och exponerades genom orogenes i San Andreasförkastningen som separerar Nordamerikanska kontinentalplattan från Stillahavsplattan.
Vasquez Rocks upptogs i National Register of Historic Places år 1972 på grund av dess förhistoriska betydelse för Shoshone och Tataviam-stammarna.

## Filminspelningsplats
Sedan 1930-talet har Vasquez Rocks varit en vanligt förekommande inspelningsplats för långfilmer och senare även TV-serier. Bortsett från den säregna klippformationen så ligger platsen cirka 40 kilometer från centrala Los Angeles, vilket innebär att producenter inte behöver betala extra reseutlägg för filmarbetare anslutna till fackliga organisationer enligt dessas avtal.  
Vasquez Rocks förekommer i ett stort antal westernfilmer och TV-serier. Den ursprungliga Star Trek-serien från 1960-talet spelade in 4 avsnitt på platsen och flera efterföljande långfilmer och TV-serier i franchisen här även nyttjat platsen som in formellt benämnts som "Kirks klippa".
Pilotavsnittet för Airwolf spelades delvis in där. Långfilmen The Flintstones från 1994 spelades delvis in på platsen.